# Colotrechnus
Colotrechnus is een geslacht van vliesvleugeligen uit de familie Pteromalidae. De wetenschappelijke naam van dit geslacht is voor het eerst geldig gepubliceerd in 1878 door Carl Gustaf Thomson.

## Soorten
Het geslacht Colotrechnus omvat de volgende soorten:
- Colotrechnus agromyzae Subba Rao, 1981
- Colotrechnus ignotus Burks, 1958
- Colotrechnus melghaticus Narendran & Girish Kumar, 2009
- Colotrechnus notaularis Boucek, 1988
- Colotrechnus subcoeruleus Thomson, 1878
- Colotrechnus viridis (Masi, 1921)